# Ties Klinkhamer
Ties Klinkhamer (Laren, 16 april 2000) is een Nederlandse hockeyer die voor Klein Zwitserland speelt. Daarvoor kwam hij uit voor Stichtsche Cricket en Hockey Club (SCHC).